# Bitka kod Siska
Bitka kod Siska bila je od 15. do 22. lipnja 1593. godine. Bitka se odvijala oko sisačke renesansne utvrde, danas poznate pod nazivom Stari grad, između osmanske vojske pod vodstvom Hasan-paše Predojevića i habsburške vojske pod vodstvom Ruprechta Eggenberga, Tome Bakača Erdödyja, Andrije Auersperga, Stjepana Grassweina i posade iz sisačke utvrde čiji zapovjednici bili su kanonici Blaž Gjurak i Matija Fintić.

## Utvrda
Tvrđavu Sisak, utvrdu na ušću Kupe u Savu, 1544. godine počeo je graditi Zagrebački kaptol u svrhu obrane Hrvatskoga Kraljevstva. Utvrda je podignuta na strateški važnome mjestu na kojemu su Osmanlije prelazili rijeke Savu i Kupu. Na čelu graditelja bio je milanski majstor Petar de Mediolanus, a tesarske radove vodio je i nadgledao tesar Martin iz Zagreba. Utvrda je građena u obliku trokuta s tri kule i spojnim zidovima čije su stranice dugačke više od 30 metara. Kule izgrađene u utvrdi bile su trokatne i imale su strijelnice za topništvo, koje su postavljene kako bi se moglo pucati na sve strane. Jedini ulaz u dvorište i kule bio je kroz istočnu kulu, drvenim stubama. Na zidovima između kula bile su strijelnice za obične puške. Utvrda je bila okružena kanalom preko kojega je prijelaz bio na samo jednome mjestu. Ubrzo je uz postojeći trokut napravljen drugi od palisada koje su poslije zamijenjene zidom, te se izdaleka utvrda doimala poput četverokuta. Gradnja utvrde završena je 1550. godine. Nakon gradnje u utvrdu je smještena vojna posada koja je bila pod zapovjedništvom Kaptola.
Hasan-paša Predojević osmanski vojskovođa i beglerbeg Bosanskoga pašaluka od 1591. godine sa svojm vojskom opsjedao je sisačku utvrdu dva puta prije 1593. godine, pokušavajući osvojiti ju u kolovozu 1591. i u srpnju 1592. godine, no nije u tome uspio. Dne 1. kolovoza 1591. godine napao je utvrdu koju su s odredom od 300 vojnika branili kanonici Nikola Mikac i Stjepan Kovačić. Posada je 6. kolovoza izašla iz grada i udarila na Turke, a ban Erdödy poslao je pomoć te se je Hasan-paša 11. kolovoza povukao. Dne 23. srpnja 1592. godine Hasan-paša Predojević počeo je svoje drugo opsjedanje Siska kojega su tada branili kanonici Nikola Mikac, Blaž Gjurak i Matija Fintić. Opsjedao ga je do 29. srpnja kada se je opet poražen vratio u Bosanski pašaluk.

## Bitka kod Siska

### Pripreme za bitku
Nakon što je turski sultan Murat III. 1590. godine sklopio mir s Perzijom, počeli su upadi Turaka prema zapadu, sve do Kranjske, Štajerske i Koruške. Njemački car i hrvatsko-ugarski kralj, Rudolf II., poslao je, stoga, izaslanike u Carigrad koji su 29. listopada sklopili primirje koje je trebalo trajati osam godina. Ipak, pod pritiskom vojničkih krugova na svome dvoru, Murat je sljedeće godine za zapovjednika svojih jedinica u tom području postavio beglerbega Hasan-pašu Predojevića, poznatoga po borbenosti na svojim pohodima.
Nakon nekoliko pobjeda hrvatskoga bana Tome Bakača Erdödyja, bosanski je beglerbeg ipak uspio osvojiti Bihać 1592. godine, a Hrvatska je doista bila svedena na "ostatke ostataka" (lat. reliquiae reliquiarum). Turci su se počeli okupljati kod Petrinje, koja je ranije bila spaljena odlukom Hrvatskog Sabora, te su se ondje utaborili na lijevoj obali Kupe, podižući utvrdu Yeni Hisar. Tako su se našli nasuprot pokupske obrambene crte, gdje se, između Karlovca (podignut 1579. godine) i Siska nalazio niz manjih utvrda.
Nakon što je pao Bihać, Hrvatski je sabor donio insurekciju (insurrectio), tj. odluku o općem ustanku, gdje je napisano da na banov poziv plemići, kmetovi, građani i sve duhovne osobe moraju krenuti u rat.
Zbog vojnih neuspjeha, na čelo kršćanske vojske postavljen je Ruprecht Eggenberg, a 27. travnja 1593. godine proglašena je odluka o upućivanju zemaljskih vojski prema Vojnoj krajini.

### Tijek bitke
Turci su svoje snage počeli pokretati već početkom lipnja i potom su osvojili sve susjedne utvrde oko Siska, te su one prije bitke bile u turskim rukama. Dne 14. lipnja osvojili su Drenčinu, a dan kasnije, 15. lipnja, opkolili su sam Sisak s otprilike 12.000 ratnika. Sisačku je posadu utvrde činilo 300 branitelja koje su vodili kanonici Blaž Gjurak i Matija Fintić. Na vijest o pokretu turske vojske, kraj Svete Klare kod Zagreba okupilo se oko 5.000 boraca hrvatske, krajiške, koruške i kranjske vojske kako bi se uputili prema Sisku, gdje je bilo samo 300 boraca pod zapovjedništvom kanonika Blaža Gjuraka i Matije Fintića. U toj je združenoj kršćanskoj vojsci Nijemcima zapovijedao vojvoda Ruprecht Eggenberg, Hrvatima ban Toma Bakač, a Slovencima general Karlovačkog generalata Andrija Auersperg. Krenuo je hrvatski ban Toma Erdödy u pomoć ugroženom gradu s 1.240 svojih vojnika. Pridružio mu se je Andrija Auersperg s 300 oklopnika iz Kranjske i Koruške, pa njemačke postrojbe Ruprechta Eggenberga s 300 vojnika, Stjepan Grasswein, zapovjednik Slavonske krajine i njegovih 400 konjanika, Petar Erdödy s 500 žumberačkih uskoka, Melchior Rödern s 500 šleskih strijelaca, Adam Rauber od Weinera s 200 arkebuzira, Krštofor Obrutschan sa 100 ljudi, Stjepan Tahy s 80 husara, Martin Pietschnik iz Altenhofa sa 100 momaka, Georg Sigismund Paradeiser, zapovjednik karlovačkih, koruških i kranjskih mušketira sa 160 momaka, Ferdinand Weidner sa 100 pješaka i grof Montecuccoli sa 100 konjanika. Osim toga bili su prisutni sljedeći hrvatski kapetani sa svojim četama: Ivan Drašković, Benedikt Thuroczy, Franjo Orehovečki, Vuk od Druškovca i grof Stjepan Blagajski. Tako je ta hrvatsko-slovensko-njemačka vojska koja je došla pomoći opkoljenom hrvatskom gradu skupila oko 5.000-6.000 bojovnika.
Dne 21. lipnja, u predvečerje glavne bitke, dok je zatvarao gradska vrata, poginuo je kanonik Matija Fintić, a zajedno s njim i dvanaestorica branitelja. Ubio ih je otrgnuti željezni zasun, kojim su se zatvarala vrata. Dne 22. lipnja oko 10 sati stigla je pomoć do Siska predvođena banom Erdödyjem. Između Kupe i Save banski vojnici sukobili su se s Turcima koji su se prethodno bili prebacili s desne na lijevu obalu Kupe. Ovaj prvi napad izvele su hrvatske snage, konjanici. Nakon što su ih turski janjičari djelomično odbili, slovenski i njemački strijelci odbili su turski protunapad, te pritisli Turke, koji su se morali povući prema Kupi. U međudobi kanonik Blaž Gjurak i sisačka posada provalili su iz utvrde u kratki proboj i zauzeli mali most kojim se prelazilo na desnu obalu Kupe, te je tako Turcima zatvorena odstupnica. Turska je vojska nakon toga bila potpuno okružena. Nije im stoga preostalo ništa drugo, nego pokušati preplivati rijeku i tako naći spas. Većina se pritom utopila, a samo se nekoliko stotina spasilo. Kršćanske su snage u bitci izgubile između 40 i 50 vojnika, a osmanske oko 8000. Među poginulima i utopljenima na osmanskoj strani bio je i Hasan-paša Predojević, te njegov brat Džafer-beg, cernički sandžakbeg; glasoviti gazija i krajišnik Arnaud Memi-beg, zvornički sandžakbeg; sultanov rođak i hercegovački sandžakbeg Sultanzade Mehmed-beg; Ramadan-beg, požeški sandžakbeg; Ibrahim-beg, lički sandžakbeg; Kurt-beg iz Vučitrna i ine osmanske vojskovođe, age i spahije. Ostatak se Turske vojske razbježao. Ostavili su za sobom naoružanje (između ostaloga 8 topova na kotačima, među kojima je bio i Katzianerov top tzv. Katzianerica, više falkoneta i 100 manjih topovskih tana) i namirnice (30 lađa s hranom i opremom).

## Značenje bitke
Ta je bitka bila i povod ratu što su ga 17. srpnja Turci objavili Habsburškoj Monarhiji (tzv. Dugi turski rat, 1593. – 1606.). Za toga su rata Turci u četvrtome pokušaju 28. kolovoza 1593. godine ipak osvojili Sisak, ali je nakon godinu dana oslobođen.
Unatoč tome, bitka kod Siska bila je prekretnica koja je naznačila zaustavljanje turskog prodiranja dalje u Europu, a imala je i osobiti psihološki utjecaj, jer je njome po prvi puta nakon Krbavske bitke uspostavljena ravnoteža na hrvatsko-turskoj granici. Europu je ubrzo obišao i tiskani letak na kojem je bila prikazana prva velika pobjeda ujedinjenih kršćanskih snaga Srednje Europe protiv turske vojske, a zapovjednike kršćanske vojske pohvalili su papa Klement VIII., njemački car i hrvatsko-ugarski kralj Rudolf II., španjolski kralj Filip II. i austrijski nadvojvoda Karlo.
Sve do danas, kao znak zahvale za pobjedu u bitci kod Siska, malo zvono zagrebačke katedrale oglašava se svakoga dana u 14 sati. Od 22. lipnja 2010. godine i zvono sisačke Katedrale Uzvišenja Svetog Križa svakim danom u 14 sati zvonjavom podsjeća na ovu slavnu pobjedu kršćanske vojske nad Osmanlijama.
Velikom pobjedom kod Siska je završio Stogodišnji hrvatsko-turski rat.

## Galerija
- Utvrđeni sisački »Stari grad«
- Bitka kod Siska (Hans Rudolf Miller)
- Bitka kod Siska, reljef
- Andrija Auersperg
- Toma Erdödy u molitvi pred Raspetim, ulje na drvu, oko 1620.
- Nadgrobna ploča bana Tome Bakača Erdödyja

## Vanjske poveznice
- Obrana sisačke gospoštije od Turaka, virtualna zbirka dokumenata odabranih iz arhivskog fonda Stari spisi Zagrebačkog kaptola (Acta Capituli antiqua) na temu Obrana sisačke gospoštije od Turaka.
- Izvori za borbe Hrvata s Turcima, crohis.com, (u međumrežnoj pismohrani archive.org 19. veljače 2012.)
- Branko Nadilo, Sisačka tvrđava i druge utvrde u Donjem Pokuplju, Građevinar, sv. 55, broj 7, 2003., str. 425. – 432.